# Barnes Island
Barnes Island è una piccola isola disabitata facente parte dell'arcipelago delle San Juan Islands, nell'Oceano Pacifico nord-occidentale. Dal punto di vista amministrativo è situata nella Contea di Whatcom, nello Stato di Washington (Stati Uniti d'America).
È localizzata vicino all'isola di Clark, poco distante dalle coste nord-orientali delle Isole Orcas. Non esiste alcun servizio di traghetto che conduca sull'isola, sebbene sia dotata di un piccolo ormeggio. Di fatto Barnes Island è un'isola privata, di proprietà di Charles Bundrandt dal 2013, ed è usata per campeggiare da alcune associazioni cristiane. Oltre agli spiazzi per le tende, l'isola dispone anche di una casa.

## Nome
Il nome dell'isola venne scelto da Charles Wilkes nel corso delle sue spedizioni dal 1838 al 1842, in onore di un marinaio rimasto ucciso durante la Battaglia del Lago Erie del 1812 all'interno del conflitto anglo-americano. L'isola, insieme alla vicina isola di Clark, nel 1792 era stata battezzata Islas de Aquays dall'esploratore spagnolo Francisco de Eliza in onore del suo mecenate, il Viceré del Messico Juan Vicente de Güemes.